# Seznam španskih pesnikov
Seznam španskih in katalonskih pesnikov.

## A
- Juan Carlos Abril
- Rafael Alberti Merello (1902-1999)
- Vicente Aleixandre
- Gabriel Alomar
- Dámaso Alonso
- Ana Luísa Amaral
- Blanca Andreu
- Juan Arolas
- Pero López de Ayala
- Vital Aza
- Félix de Azúa

## B
- Juan Alfonso de Baena
- Carlos Barral
- Agustí Bartra
- Gustavo Adolfo Bécquer
- Xuan Bello
- Gonzalo de Berceo
- Jaime Gil de Biedma
- Ana Francisca Abarca de Bolea
- Jordi Botella Miró (1958) (Katalonec)
- Manuel Bretón de los Herreros
- Francisco Brines

## C
- Matilde Camus
- Josep Carner (Katalonec)
- Antonio Carvajal
- Alejandro Casona
- Rosalía de Castro (1837-1885)
- Luis Cernuda
- Gutierre de Cetina
- Juan de la Cueva

## D
- Rubén Darío
- Carles Duarte i Montserrat

## E
- Juan del Encina
- Alonso de Ercilla
- Salvador Espriu i Castelló
- José de Espronceda (José Ignacio Javier Oriol Encarnación de Espronceda y Delgado) (1808-42)

## F
- Carlos Fernández Shaw
- Josep Vicenç Foix
- Francesc Fontanella i Garraver

## G
- Antonio Gala
- Antonio Gamoneda
- Domingo Frades Gaspar
- Pere Gimferrer i Torrens
- Luis de Góngora
- Ángel González
- Jorge Guillén Álvaraz
- Ángel Guimera`
- José Agustín Goytisolo

## H
- Miguel Hernández (1910-1942)
- Fernando de Herrera
- José Hierro

## I
- Tomás de Iriarte

## J
- Juan Ramón Jiménez

## L
- Luis de León
- Josep Maria López-Picó
- Federico García Lorca

## M
- Antonio Machado
- Salvador de Madariaga y Rojo (1886–1978)
- Joan Margarit (1938–2021)
- Eduardo Marquina
- Joan Maragall i Gorina
- Federico Mayor Zaragoza (1934-)
- Juan de Mena
- Juan Pérez de Montalbán
- Leandro Fernández de Moratín
- José Antonio Muñoz Rojas (1909-2009)

## N
- Gaspar Núñez de Arce

## O
- Joan Oliver i Sallarès
- Blas de Otero

## P
- Josep Palau i Fabre
- Emilia Pardo Bazán (1851–1921)
- Chus Pato (María Xesús Pato Díaz)
- Emilio Prados

## R
- Carles Riba i Bracons
- Claudio Rodríguez García
- Luis Rosales
- Salvador Rueda
- Juan Ruiz
- Santiago Rusiñol

## S
- Ángel de Saavedra
- Joaquín Sabina
- Pedro Salinas
- Narciso Serra
- Jaime Siles

## T
- José Luis Tejada
- Guillermo de Torre
- Josefina de la Torre (1907-2002)
- Màrius Torres

## V
- José Ángel Valente
- Alfonso Vallejo?
- Manuel Vázquez Montalbán
- Garcilaso de la Vega
- Lope de Vega
- Luis Antonio de Villena

## Z
- José Zorrilla y Moral